# 東白川村立越原小学校
東白川村立越原小学校 （ひがししらかわそんりつ　おっぱらしょうがっこう）は、かつて岐阜県加茂郡東白川村に存在した公立小学校。

## 概要
- 越原が校区であった。1980年に神土小学校、五加小学校と統合。東白川小学校の新設により廃校。

## 沿革
- 1873年（明治6年）
  - 3月 - 越原村に及第義校の支校が開校。日向座（劇場）を仮校舎とする。
  - 10月 - 独立し、越原義校となる。栃山地区に支校を設置。
- 1874年（明治7年） - 栃山の支校を廃止。黒渕・大明神地区の児童のために分校を設置。
- 1881年（明治14年） - 民家を移築し、校舎を拡張。
- 1886年（明治19年）
  - 8月 - 越原簡易科小学校に改称する。
  - 11月 - 黒渕・大明神地区の分校が分離独立。越原南簡易科小学校となる。同時に越原簡易科小学校は越原北簡易科小学校に改称する。
- 1888年（明治21年）7月 - 越原北簡易科小学校が越原北尋常簡易科小学校に改称する。
- 1889年（明治22年）7月1日 - 神土村、越原村、五加村が合併し、東白川村が発足。
- 1892年（明治25年）7月 - 越原北尋常簡易科小学校が越原北尋常小学校、越原南簡易科小学校が越原南尋常小学校に、それぞれ改称する。
- 1898年（明治31年） - 越原北尋常小学校が新築移転。
- 1900年（明治33年） - 越原南尋常小学校が新築移転。
- 1908年（明治41年） - 越原北尋常小学校と越原南尋常小学校が統合され、越原尋常小学校になる。統合校舎は無く、旧・越原北尋常小学校が第一仮教場、旧・越原南尋常小学校が第二仮教場となる。
- 1909年（明治43年）5月 - 統合校舎（木造2階建）が完成。第一仮教場、第二仮教場を廃止。大明神分教場を設置。
- 1923年（大正12年） - 越原尋常高等小学校に改称する。
- 1927年（昭和2年） - 校舎を改築。
- 1941年（昭和16年）4月1日 - 越原国民学校に改称する。
- 1947年（昭和22年）4月1日 - 東白川村立越原小学校に改称する。
- 1949年（昭和24年）9月 - 東白川中学校の統合校舎が完成。
- 1961年（昭和36年） - 越原へき地保育所を併設。
- 1963年（昭和38年） - 越原へき地保育所を隣接の旧・東白川中学校越原分校に移転（1971年まで）。
- 1967年（昭和42年）3月 - 大明神分校を廃止。
- 1980年（昭和55年）3月31日 - 統合により廃校。